# アクセル (ラジオ番組)
『アクセル』はエフエム岩手で2010年4月1日から放送されているラジオ番組。開局から25年続いた『朝のペパーミントタイム』の後番組。

## 放送時間
- 放送開始 - 2015年9月：7:30 - 8:30
- 2015年10月 - 現在：7:30 - 8:45

## パーソナリティ

### 現在
2023年12月1日現在
当番組のパーソナリティが、引き続き9:55のFM岩手ニュース（『OH! HAPPY MORNING』内包）を担当する。
- 一條貴久子（月・金担当）
  - 2015年3月のみ水曜も担当。2021年までは木・金担当。
- 阿部由佳（FM岩手アナウンサー / 火・水担当）
  - 2023年3月までは月・火担当。
- 石田麻衣（元IBC岩手放送アナウンサー / 木担当）
  - 2023年3月までは木担当。それ以前に水曜を担当していた。

### 過去
| 期間      | 期間      | 月         | 火         | 水         | 木         | 金         |
| --------- | --------- | ---------- | ---------- | ---------- | ---------- | ---------- |
| 2010.4.1  | 2011.9.30 | 石田麻衣   | 石田麻衣   | 沼田智香子 | 河合純子   | 一條貴久子 |
| 2011.10.3 | 2013.3.29 | 石田麻衣   | 石田麻衣   | 石田麻衣   | 一條貴久子 | 一條貴久子 |
| 2013.4.1  | 2015.2.27 | 渡辺真理子 | 石田麻衣   | 石田麻衣   | 一條貴久子 | 一條貴久子 |
| 2015.3.2  | 2015.3.31 | 渡辺真理子 | 渡辺真理子 | 一條貴久子 | 一條貴久子 | 一條貴久子 |
| 2015.4.1  | 2015.5.22 | 鈴木清恵   | 鈴木清恵   | 阿部沙織   | 一條貴久子 | 一條貴久子 |
| 2015.5.25 | 2015.10.2 | 鈴木清恵   | 鈴木清恵   | 阿部由佳   | 一條貴久子 | 一條貴久子 |
| 2015.10.5 | 2021.3.31 | 阿部由佳   | 阿部由佳   | 石田麻衣   | 一條貴久子 | 一條貴久子 |
| 2021.4.1  | 2023.3.31 | 阿部由佳   | 阿部由佳   | 橋爪志織   | 石田麻衣   | 一條貴久子 |
| 2023.4.3  | 2023.9.29 | 橋爪志織   | 橋爪志織   | 石田麻衣   | 阿部由佳   | 一條貴久子 |
| 2023.10.2 | 現在      | 一條貴久子 | 阿部由佳   | 阿部由佳   | 石田麻衣   | 一條貴久子 |

## タイムテーブル
- 7:30 - オープニング、FM岩手ニュース
- 7:35 - いわて希望メール（金）
- 7:40 - WEATHER INFORMATION
- 7:53 - TRAFFIC INFORMATION
  - 日本道路交通情報センターの担当者が交通情報を伝える。
- 8:00 - 8:20はTOKYO FMのONE MORNING 8時台の全国ネットパートを放送する。
  - 8:00 - SUZUKI TODAY'S KEY NUMBER
  - 8:09 - ルートインホテルズ 今日のスポーツ
  - 8:10 - Honda Smile Mission
- 8:20 - 岩手日報 FlashNews
  - 岩手日報朝刊から注目記事を紹介する。
- 8:25 - TRAFFIC INFORMATION
- 8:40 - エンディング